# Trafik! (pjesma)
Trafik! je pjesma finskog repera Käärije i nizozemskog pjevača Joosta Kleina. Pjesmu je 12. srpnja 2024. objavio Warner Music Finland.

## Pozadina i kompozicija
Pjesmu Trafik! napisali su Käärijä i Joost Klein s Aleksijem Nurmijem, Johannesom "Kirom" Naukkarinenom i Teunom de Kruifom. Potonji od njih trojice je i producirao pjesmu. Pjesma je opisana kao ljetna himna o zaglavljivanju u prometnoj gužvi. Stvara energičnu međuigru između dva umjetnika, koja izgleda kao natjecanje "u dodavanju što više nasumičnih zvukova dok se ne stvori potpuna pjesma". Prema Kääriji, pjesmu su napisali kada su Joost Klein i njegov tim putovali u Finsku kako bi se sastali nakon što je Klein poslao poruku na Instagramu da surađuju.

## Objavljivanje
Pjesma je objavljena na svim servisima za strujanje glazbe 12. srpnja 2024., a glazbeni video je sljedeći dan postavljen na Kleinov YouTube kanal. Spot je režirao Lyon Pol, a producirao Whale, dok je Ezra Xenos bila izvršni producent. Prije objavljivanja, pjesmu su izveli Käärijä i Klein na Ruisrocku kada je potonji došao.

## Recenzije
Pišući za časopis Melomaniacs, Mandy Huibregtsen izjavila je da pjesma čini "iznimno kultnu suradnju" između Käärije i Kleina koji su "poznati po svom jedinstvenom stilu". Dodala je da pjesma, koja traje samo dvije minute, "čini savršenom za ponavljanje i jednostavno skakanje." 